# Rosella (stolica tytularna)
Rosella (łac. Dioecesis Rosellanus) – stolica historycznej diecezji erygowanej ok. VII wieku, a skasowanej ok. roku 1100. Współcześnie we Włoszech. 
Od 2018 katolickie biskupstwo tytularne. 

## Biskupi tytularni
| Lp. | Biskup                        | Funkcja                                                            | Od                   | Do               |
| --- | ----------------------------- | ------------------------------------------------------------------ | -------------------- | ---------------- |
| 1   | Juan Manuel Cuá Ajacum        | biskup pomocniczy Los Altos Quetzaltenango–Totonicapán (Gwatemala) | 27 marca 2021        | 15 kwietnia 2023 |
| 2   | Simón Bolívar Sánchez Carrión | nuncjusz apostolski                                                | 15 października 2024 |                  |